# Шабія
Шабія, Хавеа (валенс. Xàbia, ісп. Jávea, офіційна назва Xàbia/Jávea) — муніципалітет в Іспанії, у складі автономної спільноти Валенсія, у провінції Аліканте. Населення — 28 731 особа (2022).
Муніципалітет розташований на відстані близько 350 км на південний схід від Мадрида, 55 км на північний схід від Аліканте.

## Демографія
Динаміка населення (INE ):

## Уродженці
- Адріан Ортола (*1993) — іспанський футболіст, воротар, фланговий півзахисник.

## Галерея зображень

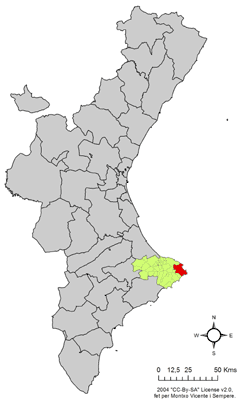
Розташування муніципалітету Шабія у автономній спільноті Валенсія
Розташування муніципалітету у комарці Маріна-Альта
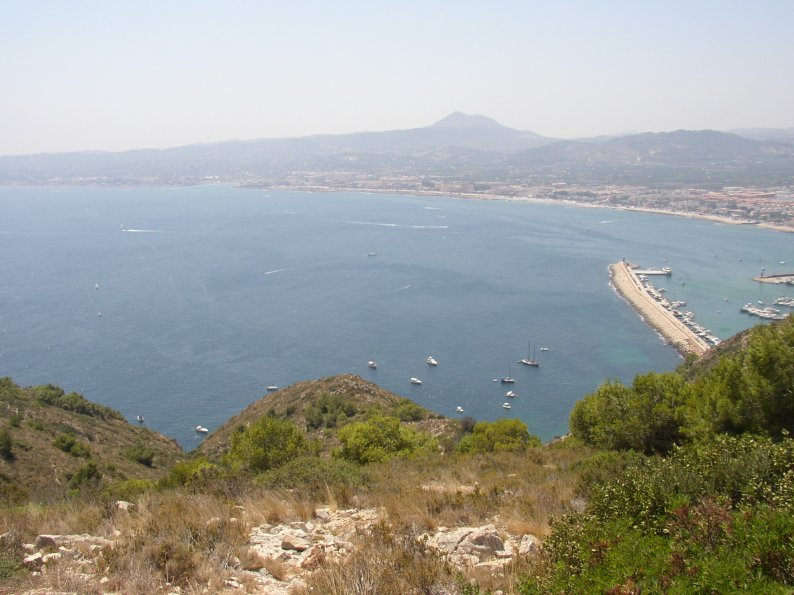
Шабія
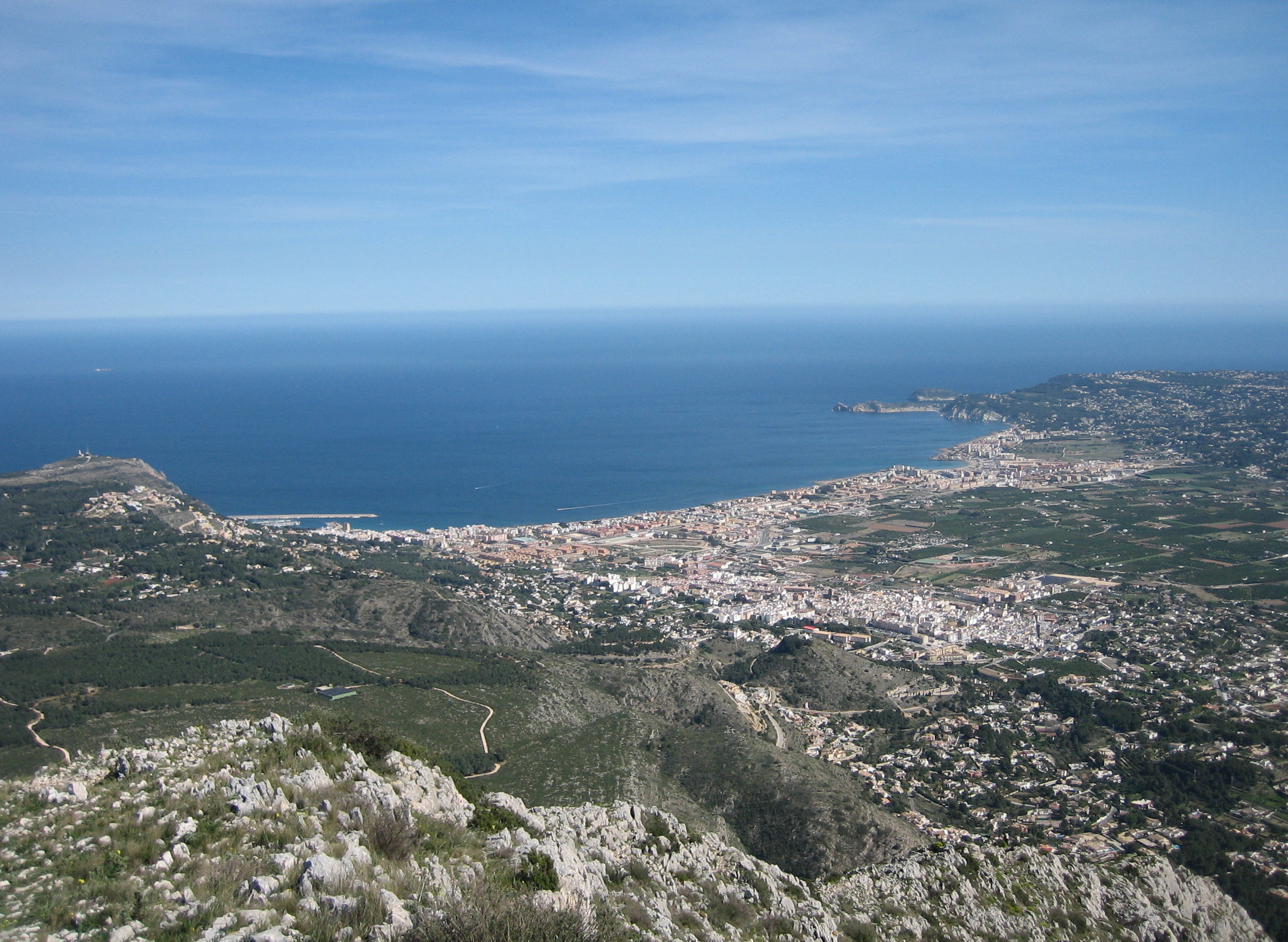
Шабія
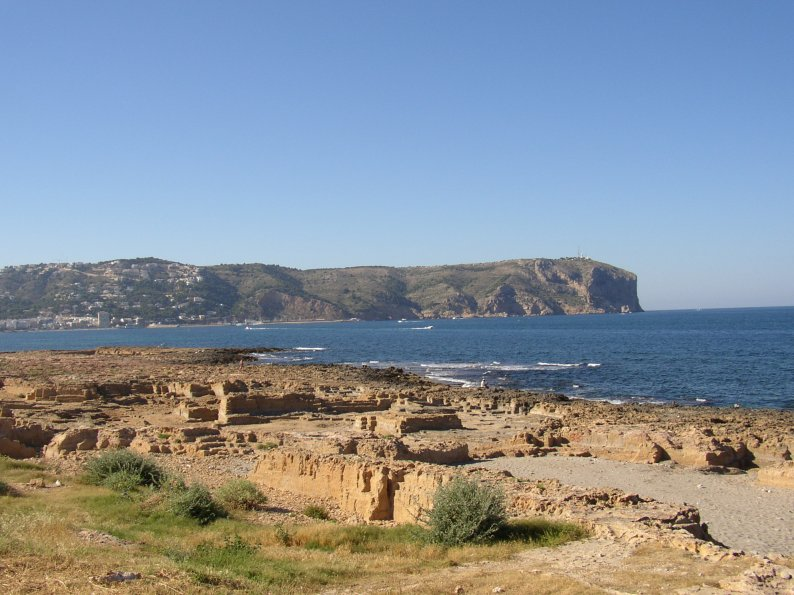
Мис Сан-Антоніо
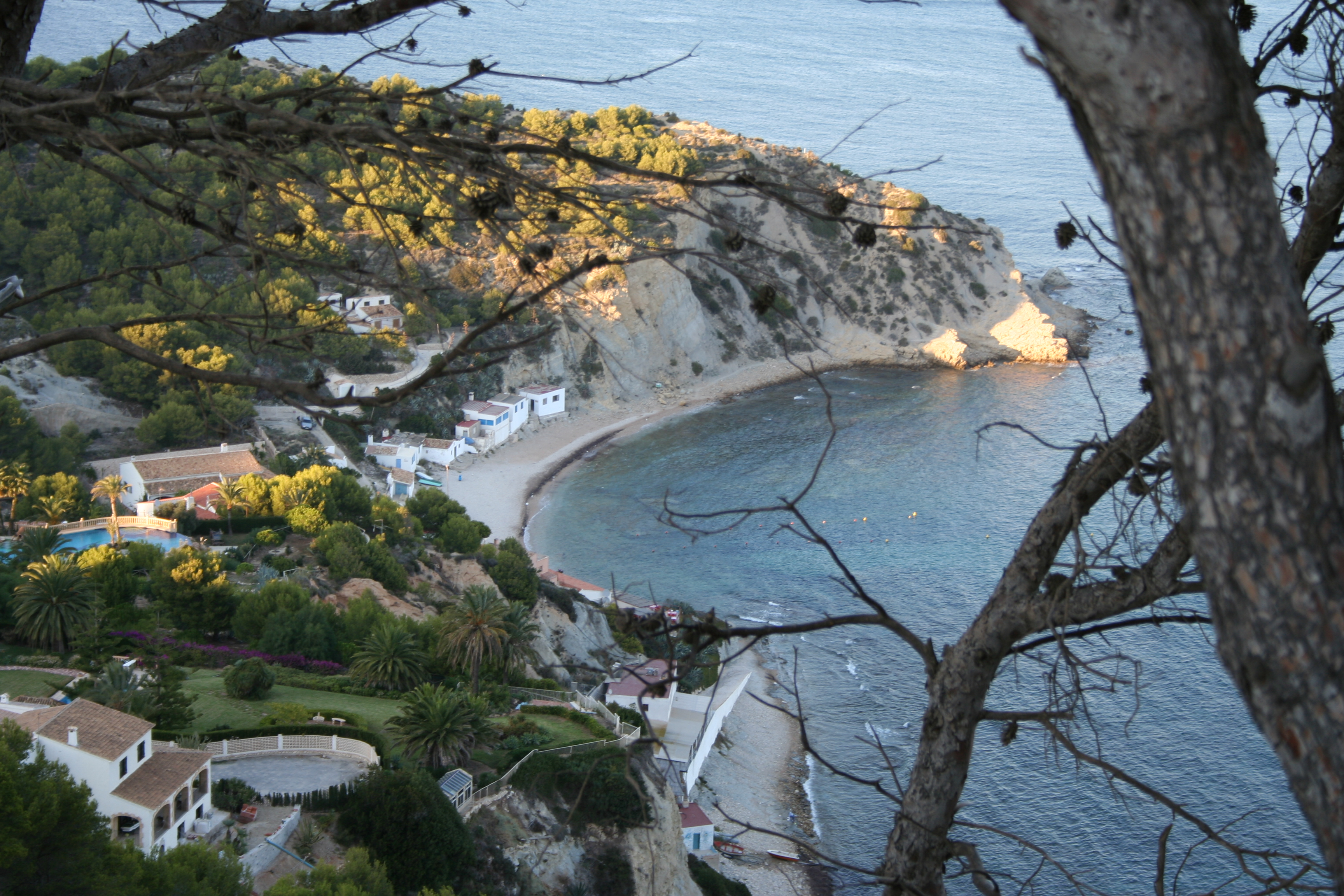
Пляж Ла-Баррака
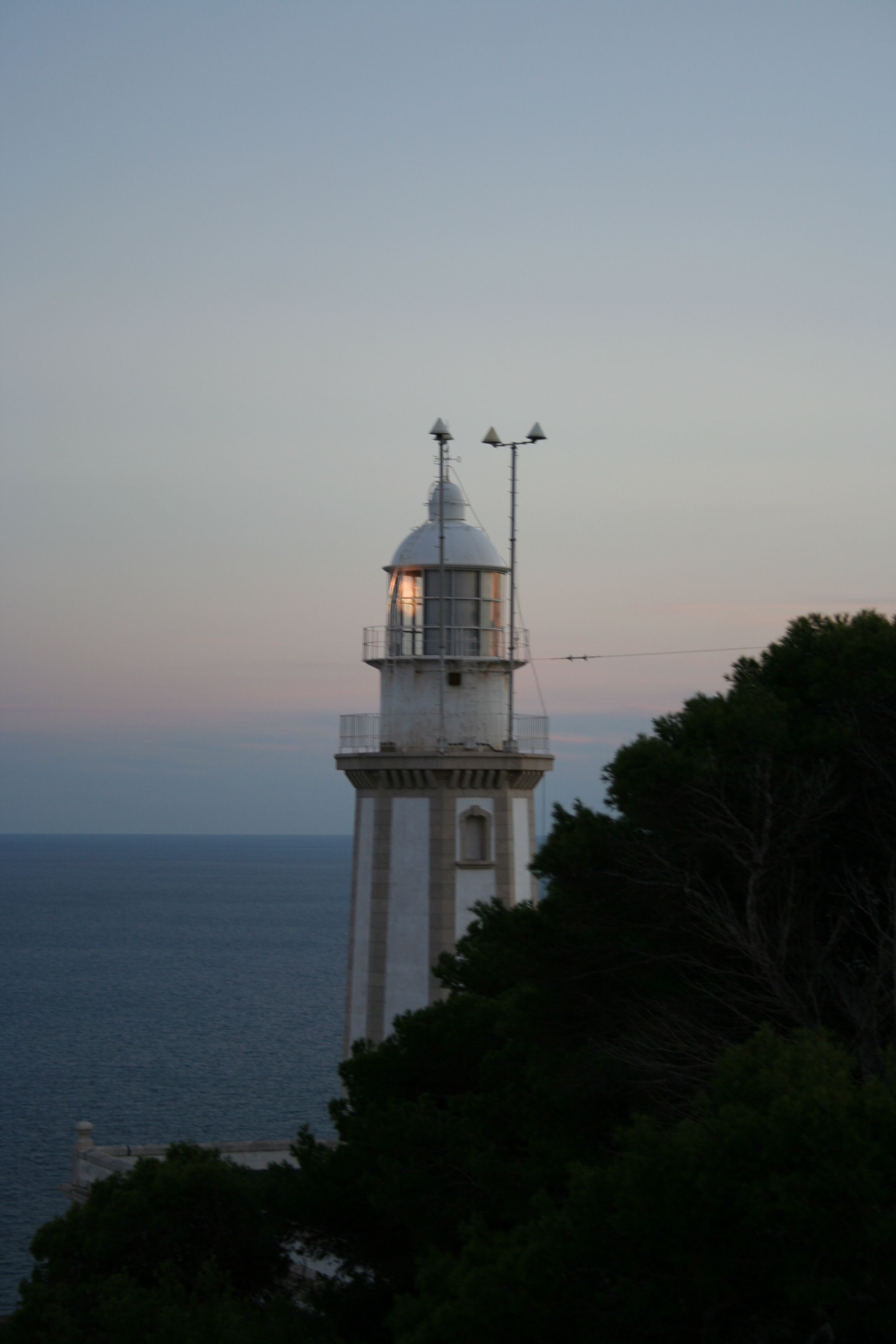
Маяк